# Верхнесуринск
Верхнесуринск — посёлок в Шигонском районе Самарской области. Входит в состав сельского поселения Суринск.

## География
Посёлок стоит возле реки Уса. Улица одна — Центральная.

## История
В 1973 г. Указом Президиума ВС РСФСР посёлок совхоза «Суринский» переименован в Верхнесуринск.

## Население
| 2010 |
| ---- |
| 9    |

## Инфраструктура
Личное подсобное хозяйство с зоной сельскохозяйственного использования, индивидуальная застройка усадебного типа.

## Транспорт
Посёлок доступен автотранспортом.